# Ute Sacksofsky
Ute Sacksofsky (* 1. April 1960 in Bruchsal) ist eine deutsche Rechtswissenschaftlerin. Sie hat seit 1999 einen Lehrstuhl für Öffentliches Recht und Rechtsvergleichung an der Goethe-Universität Frankfurt am Main inne. Von 2011 bis 2015 war sie Verfassungsrichterin am Staatsgerichtshof der Freien Hansestadt Bremen, seit 2014 ist sie Vizepräsidentin des Staatsgerichtshofs des Landes Hessen.

## Leben
Ute Sacksofsky studierte von 1979 bis 1983 Rechtswissenschaft in Marburg und Freiburg im Breisgau, woran sich ein Studium in Harvard anschloss, wo ihr 1986 der Grad eines Master of Public Administration verliehen wurde. Mit einer Arbeit zum Grundrecht auf Gleichberechtigung wurde sie 1990 in Freiburg bei Ernst-Wolfgang Böckenförde promoviert und mit dem Carl-von-Rotteck-Preis sowie dem Edith-Stein-Preis ausgezeichnet. Im Folgejahr schloss sie das Referendariat mit dem zweiten Staatsexamen ab.
Bis zu ihrer Habilitation 1999 zum Thema Umweltrecht war sie unter anderem als wissenschaftliche Mitarbeiterin am Bundesverfassungsgericht und am Zentrum für interdisziplinäre Forschung in Bielefeld tätig.
Seit 1999 hat sie eine Professur für Öffentliches Recht und Rechtsvergleichung am Institut für Öffentliches Recht der Johann Wolfgang Goethe-Universität Frankfurt am Main inne. Sie hielt ihre Antrittsvorlesung am 29. Juni 2000 über das Thema „Was ist feministische Rechtswissenschaft?“ und ist eine der wichtigsten Vertreterinnen dieser Forschungsrichtung im deutschen Sprachraum. Seit 2000 ist sie Mitglied des Cornelia Goethe Centrums für Frauenstudien und die Erforschung der Geschlechterverhältnisse der Goethe-Universität, von 2011 bis 2015 war sie dessen stellvertretende geschäftsführende Direktorin. Ein weiterer Schwerpunkt ihrer Forschung ist die Religionsfreiheit. Sie wird vielfach als Sachverständige zu Fragen der Gleichberechtigung in der Gesetzgebung gehört. Von 2014 bis 2018 war Sacksofsky Dekanin bzw. Prodekanin des Fachbereichs Rechtswissenschaft der Goethe-Universität.
Zwischen 2003 und 2008 war Ute Sacksofsky Landesanwältin am hessischen Staatsgerichtshof. Von 2011 bis 2015 war sie Richterin beim Staatsgerichtshof der Freien Hansestadt Bremen. Seit 2014 ist sie nicht richterliches Mitglied und Vizepräsidentin am Staatsgerichtshof des Landes Hessen. Am 2. April 2019 erfolgte die Wiederwahl.
Von 2018 bis 2020 gehörte Sacksofsky dem Vorstand der Vereinigung der Deutschen Staatsrechtslehrer an. Im Jahr 2020 verlieh die Universität Wien ihr die Ehrendoktorwürde.

## Schriften (Auswahl)
- Das Grundrecht auf Gleichberechtigung. Eine rechtsdogmatische Untersuchung zu Artikel 3 Absatz 2 des Grundgesetzes. In: Schriften zur Gleichstellung der Frau. Band 1. Nomos, Baden-Baden 1991, ISBN 3-7890-2245-4 (Zugl.: Freiburg (Breisgau), Univ., Diss., 1990; 2., erweiterte Auflage 1996).
- Umweltschutz durch nicht-steuerliche Abgaben. Zugleich ein Beitrag zur Geltung des Steuerstaatsprinzips. In: Jus Publicum. Band 53. Mohr Siebeck, Tübingen 2000, ISBN 3-16-147223-3 (Zugl.: Bielefeld, Univ., Habil.-Schr., 1999).
- Was ist feministische Rechtswissenschaft? In: Zeitschrift für Rechtspolitik ZRP. Band 34, Nr. 9, 2001, ISSN 0514-6496, S. 412–417, JSTOR:23427047.
- Erster Beratungsgegenstand: Religiöse Freiheit als Gefahr? In: Peter Axer, Ulrike Davy, Christoph Möllers, Ute Sacksofsky (Hrsg.): Erosion von Verfassungsvoraussetzungen. Berichte und Diskussionen auf der Tagung der Vereinigung der Deutschen Staatsrechtslehrer in Erlangen vom 1. bis 4. Oktober 2008 (= Vereinigung der Deutschen Staatsrechtslehrer [Hrsg.]: Veröffentlichungen der Vereinigung der Deutschen Staatsrechtslehrer. Nr. 68). De Gruyter, Berlin 2009, ISBN 978-3-89949-535-5, S. 7–46, doi:10.1515/9783110977899 (degruyter.com).
- mit Berit Völzmann: Frauenförderung in der Wissenschaft durch Professorinnenprogramme. Das Beispiel der Leibniz-Gemeinschaft. In: Schriften zur Gleichstellung der Frau. Band 46. Nomos, Baden-Baden 2018, ISBN 978-3-8487-4780-1.
- Geschlechterforschung im Öffentlichen Recht. In: Jahrbuch des öffentlichen Rechts der Gegenwart (JÖR). Band 67. Mohr Siebeck, Tübingen 2019, ISBN 978-3-16-157052-0, S. 377–402.
- Verfassungsrecht. In: Georg Hermes, Franz Reimer (Hrsg.): Landesrecht Hessen: Studienbuch. 9.  Auflage. Nomos, Baden-Baden 2019, ISBN 978-3-8452-7590-1, S. 33–69, doi:10.5771/9783845275901.